# Pala di Conegliano
La Pala di Conegliano (Madonna in trono col Bambino tra angeli e santi) è un dipinto olio su tavola trasportato su tela (235x150 cm) del pittore italiano Cima da Conegliano, realizzato intorno al 1492 e conservato nel duomo di Conegliano.

## Storia
Pensata come pala d'altare per il Duomo di Conegliano, città che diede i natali all'artista e nella quale è ancora visibile la dimora del pittore, la Madonna in trono fu commissionata da Francesco Codroipo e Giovanni della Pasqualina negli anni 1490, quando il Cima era attivo in Venezia, sotto le influenze di Giovanni Bellini, della cui impostazione artistica la pala coneglianese risente.
Dopo oltre cinque secoli, la pala è ancora conservata dietro l'altare maggiore del Duomo di Conegliano ed è l'unica opera che l'artista ha lasciato in questa città.

### Restauri
Nel XX secolo, causa le condizioni precarie del legno si è reso necessario il trasferimento su tela, mediante la tecnica del rullo termico.
Nel 2009 l'opera è stata restaurata presso il laboratorio di Renza Clochiatti Garla.

## Descrizione
La tavola rappresenta centralmente la Vergine in trono col Bambin Gesù in grembo, sul lato sinistro i santi Giovanni Battista, Nicola e Caterina d'Alessandria, sul lato destro i santi Apollonia, Francesco d'Assisi (santo pilastro, appunto, precursore con la croce astile) e Pietro (santo pilastro fondatore, con il libro della Parola aperto), questi ultimi due sostengono l'intera struttura architettonica.
Ai piedi del trono due figure di fanciulli musicanti danno movimento alla scena principale, ossia una sacra conversazione, le cui figure si mostrano assorte. 
Analizzando più da vicino i singoli soggetti, per un totale di dieci, ciascuna figura sembra avere la sua autonomia:
- la Madonna, col suo sguardo pensieroso, è avvolta – secondo tradizione – nelle ampie vesti dai colori rosso e blu: con la mano sinistra sostiene il Bambino, che le è seduto sulla gamba sinistra e che carezza la mano destra, che la Vergine gli porge con delicatezza.

Lei è posta sopra tutti i santi perché è Madre di Dio, Regina e ausiliatrice. Ha provato tutti i dolori, dal parto allo strazio del figlio Gesù, crocefisso, quindi non può non capire le angosce delle persone a cui si rivolge.
- San Giovanni Battista, avvolto nel suo drappo verde, si mostra nel gesto di pregare.
- Santa Caterina d'Alessandria, con la corona in capo e il gomito appoggiato sulla ruota, strumento del suo martirio, guarda in alto.
- San Nicola di Bari con la barba bianca dietro ai due, è rivolto verso il Battista, con l'espressione meno assorta della composizione; in basso sullo stolone del piviale reca il ritratto del principale patrono della città san Leonardo.
- Sant'Apollonia è il personaggio che fa entrare nel quadro l'osservatore, coi suoi occhi rivolti in avanti, ad incontrare chi si accinge a scrutare la scena; nella mano destra la tenaglia con il dente, strumento del suo martirio.
- San Francesco che fa capolino con la croce in mano, è silenziosamente rivolto verso il centro della scena.
- San Pietro con la barba bianca assorto nella lettura, con gli occhi bassi sul libro che regge tra le mani, al polso sono appese le chiavi che lo contraddistinguono.
- I due angelici fanciulli, infine, sono concentrati nell'atto del suono, con l'eleganza delle relative pose e la concentrazione di chi sta lavorando sulle corde del proprio strumento.

La composizione è inserita in un contesto architettonico che guarda alla sobrietà e alla classicità delle forme, con una cupola al di sopra della scena nei cui pennacchi compaiono gli evangelisti Giovanni e Marco, quest'ultimo patrono della terra veneta, entrambi rappresentati all'interno di un cerchio, simbolo della perfezione, intorno a loro si trova un motivo di uva e viti (La chiesa, vigna di Cristo) che decora le vele dell'archivolto a lacunari e gigli, simboli della verginità della Madonna.
Alle spalle del trono, una volta a botte con cassettoni, dietro la quale si apre un cielo azzurro con nuvolette bianche, il quale avvolge di grande luminosità il tutto.

## Altre immagini

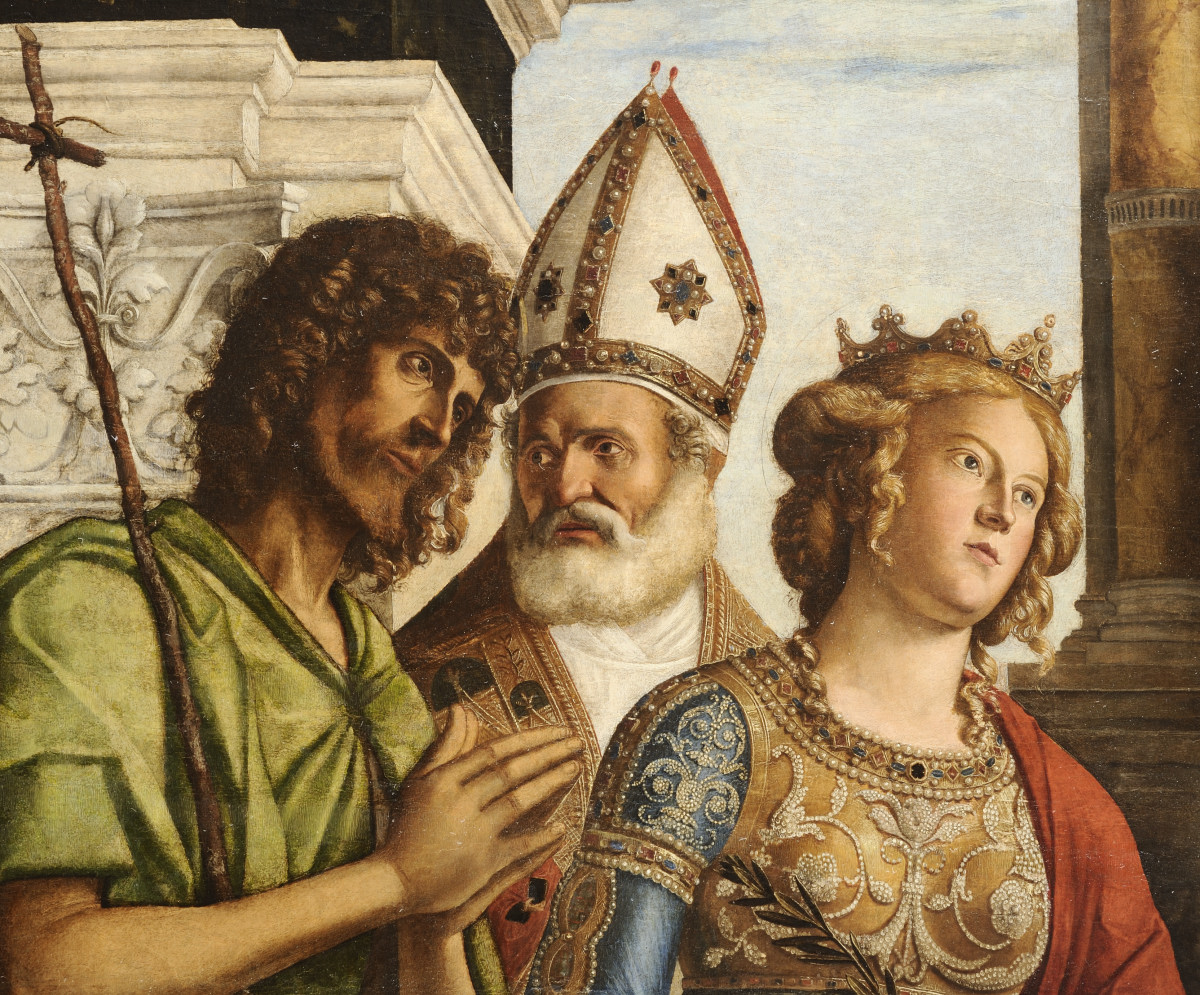
Particolare dei santi a sinistra: San Giovanni Battista, San Nicola di Bari, Santa Caterina d'Alessandria.
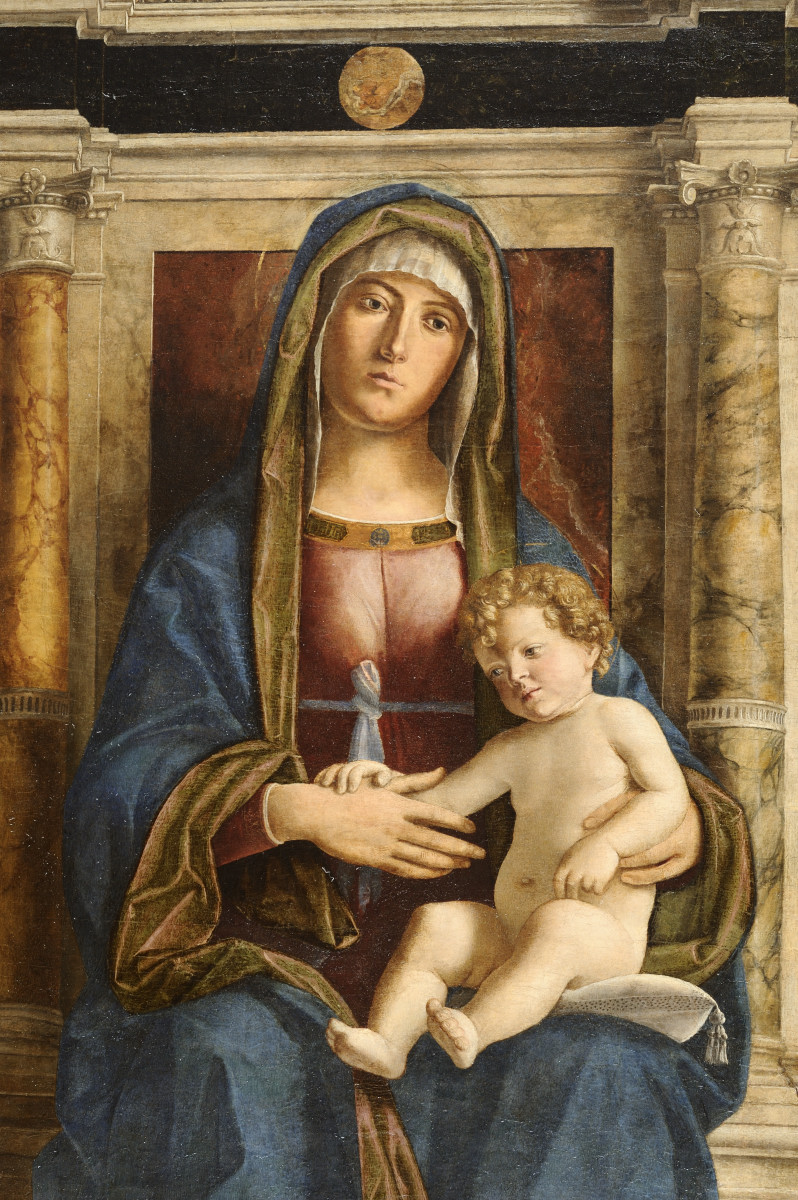
Particolare della Madonna al centro.
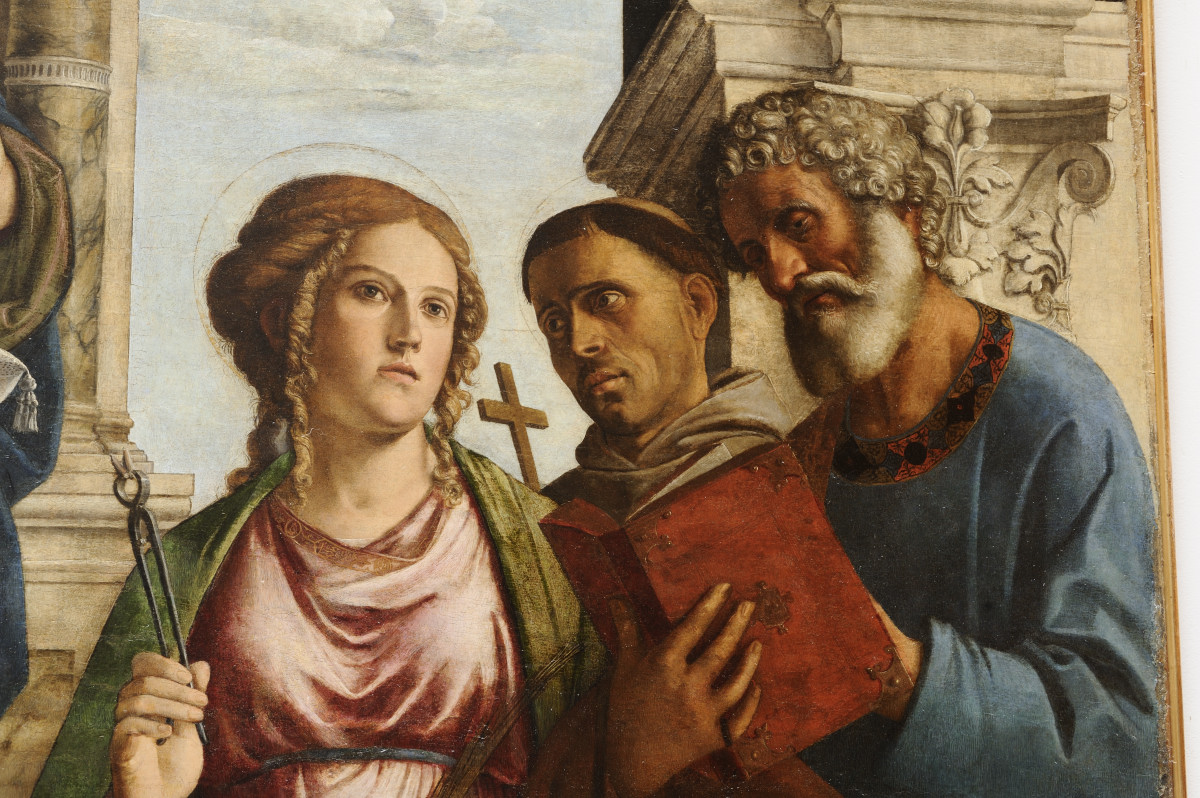
Particolare dei santi a destra: Sant'Apollonia, San Francesco, San Pietro.
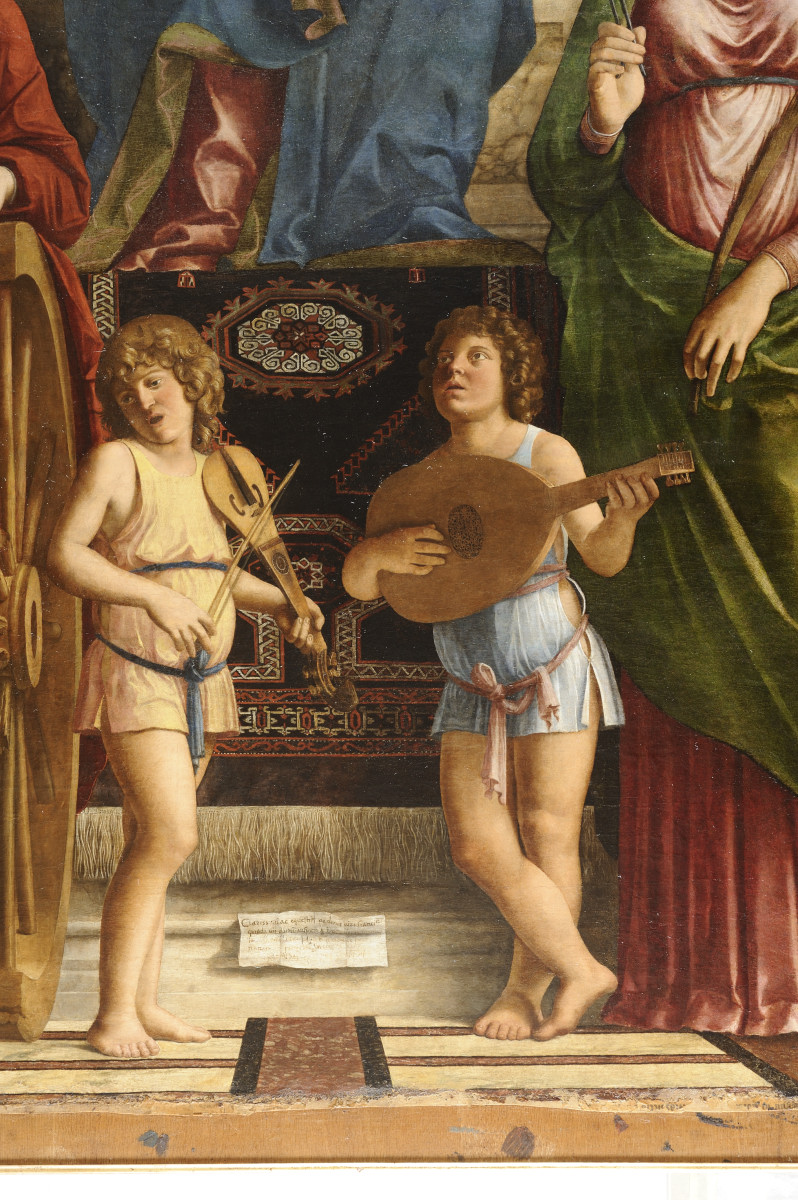
Particolare dei due angelici fanciulli in basso.
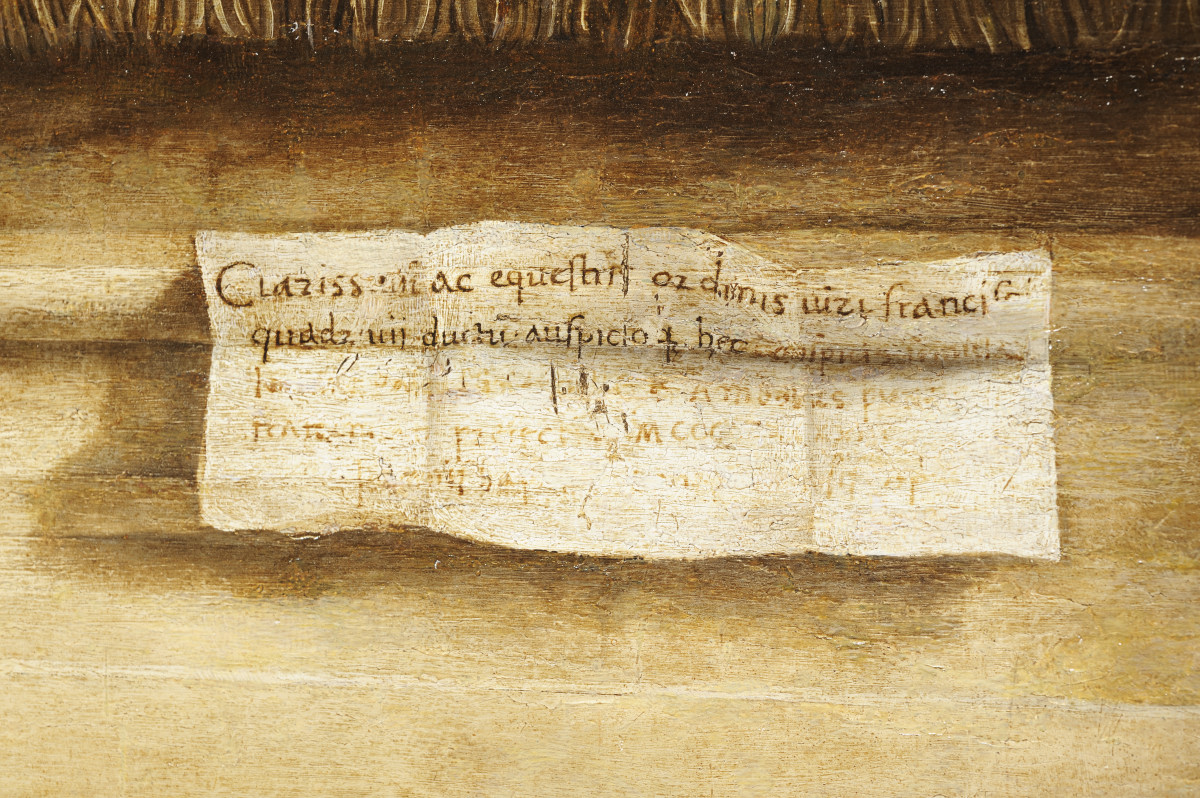
Particolare del cartiglio in basso.